# Jason Moran
Jason Moran (Houston, 21 de janeiro de 1975) é um pianista de jazz norte-americano.
Começou a tocar piano aos 6 anos de idade, mas seu amor ao instrumento só apareceu quando conheceu a música de Thelonious Monk, aos 13 anos.
Estudou na High School for the Performing and Visual Arts e na Manhattan School of Music onde estudou com os pianistas Jaki Byard, Muhal Richard Abrams e Andrew Hill.
Em 1997, foi convidado a integrar a banda do saxofonita Greg Osby.
Jason também tocou com Cassandra Wilson, Joe Lovano, Don Byron, Steve Coleman, Lee Konitz, Von Freeman, Christian McBride e  Ravi Coltrane.
Como líder do grupo The Bandwagon e como solista, Moran recebeu elogios dos principais críticos de música pelo seu trabalho.

## Discografia
- 1999 Soundtrack to Human Motion: Jason Moran
- 2000 Facing Left: Jason Moran Trio
- 2001 Black Stars: Jason Moran & Bandwagon
- 2002 Modernistic: Jason Moran
- 2003 The Bandwagon: Live at the Village Vanguard
- 2005 Same Mother